# Матч всех звёзд НБА 2008
Матч всех звёзд НБА 2008 года (англ. 2008 NBA All-Star Game) — показательная баскетбольная игра, прошедшая 17 февраля 2008 года в Нью-Орлеане, штат Луизиана, США, на домашней арене клуба «Нью-Орлеан Хорнетс» — «Нью-Орлеан-арена». Эта игра стала 57-м ежегодным матчем всех звёзд в истории Национальной баскетбольной ассоциации. Нью-Орлеан впервые проводил матчем всех звёзд, так же матч стал первым профессиональным спортивным мероприятием в городе (несчитая игр регулярного сезона НБА) после урагана «Катрина» в 2005 году. 22 мая 2006 года Нью-Орлеан был объявлен местом проведения звёздного уикенда комиссионером НБА Дэвидом Стерном, на право проведения матча так же претендовали «Эйр Канада-центр» в Торонто, который отзаявил свою кандидатуру в начале 2005 года.
Восточная конференция победила Западную 134:128. MVP стал, второй раз в карьере, Леброн Джеймс, набравший 27 очков, 9 передач и 8 подборов.

## Матч всех звёзд

### Восток
Кевин Гарнетт получил наибольшее число голосов 2 399 148, но в итоге Гарнетт не играл из-за травмы, в стартовой пятёрке его заменил Крис Бош, а в резерв был вызван Рашид Уоллес.
Остальными игроками стартового состава стали: Джейсон Кидд, Дуэйн Уэйд, Леброн Джеймс и Дуайт Ховард. Шакил О'Нил впервые за 15 лет не был выбран на матч звёзд.

### Запад
Коби Брайант получил наибольшее число голосов на Западе 2 004 940, за несколько дней до игры он был обсследован докторами «Лэйкерс», которые обнаружили у него порванную связку правого мизинца. «Лэйкерс» обратились к лиге с просьбой заменить Брайанта, но лига отказала, в итоге Коби провёл на площадке три минуты, записав себе в актив один подбор.
Остальными игроками стартового состава стали: Аллен Айверсон, Кармело Энтони, Тим Данкан и Яо Мин.

### Составы
| Поз.                                        | Игрок             | Команда            | Уч.               | Всего голосов     |
| Стартовая пятёрка                           | Стартовая пятёрка | Стартовая пятёрка  | Стартовая пятёрка | Стартовая пятёрка |
| ------------------------------------------- | ----------------- | ------------------ | ----------------- | ----------------- |
| РЗ                                          | Джейсон Кидд      | Нью-Джерси Нетс    | 9                 | 1 246 386         |
| АЗ                                          | Дуэйн Уэйд        | Майами Хит         | 4                 | 1 608 260         |
| ЛФ                                          | Леброн Джеймс     | Кливленд Кавальерс | 4                 | 2 108 831         |
| ТФ                                          | Кевин Гарнетт1 3  | Бостон Селтикс     | 11                | 2 399 148         |
| Ц                                           | Дуайт Ховард      | Орландо Мэджик     | 2                 | 2 066 991         |
| Резервисты                                  |                   |                    |                   |                   |
| АЗ                                          | Рэй Аллен2        | Бостон Селтикс     | 8                 | —                 |
| РЗ                                          | Чонси Биллапс     | Детройт Пистонс    | 3                 | —                 |
| ЛФ                                          | Кэрон Батлер2     | Вашингтон Уизардс  | 2                 | —                 |
| ТФ/Ц                                        | Крис Бош1         | Торонто Рэпторс    | 3                 | —                 |
| АЗ                                          | Ричард Хэмилтон   | Детройт Пистонс    | 3                 | —                 |
| ТФ/ЛФ                                       | Антуан Джеймисон  | Вашингтон Уизардс  | 2                 | —                 |
| АЗ                                          | Джо Джонсон       | Атланта Хокс       | 2                 | —                 |
| ЛФ                                          | Пол Пирс          | Бостон Селтикс     | 6                 | —                 |
| ТФ/Ц                                        | Рашид Уоллес3     | Детройт Пистонс    | 4                 | —                 |
| Главный тренер: Док Риверс (Бостон Селтикс) |                   |                    |                   |                   |

| Поз.                                              | Игрок             | Команда                 | Уч.               | Всего голосов     |
| Стартовая пятёрка                                 | Стартовая пятёрка | Стартовая пятёрка       | Стартовая пятёрка | Стартовая пятёрка |
| ------------------------------------------------- | ----------------- | ----------------------- | ----------------- | ----------------- |
| РЗ                                                | Аллен Айверсон    | Денвер Наггетс          | 9                 | 1 203 152         |
| АЗ                                                | Коби Брайант4     | Лос-Анджелес Лэйкерс    | 10                | 2 004 940         |
| ЛФ                                                | Кармело Энтони    | Денвер Наггетс          | 2                 | 1 723 701         |
| ТФ                                                | Тим Данкан        | Сан-Антонио Спёрс       | 10                | 1 712 800         |
| Ц                                                 | Яо Мин            | Хьюстон Рокетс          | 6                 | 1 709 180         |
| Резервисты                                        |                   |                         |                   |                   |
| ТФ                                                | Карлос Бузер      | Юта Джаз                | 2                 | —                 |
| РЗ                                                | Стив Нэш          | Финикс Санз             | 6                 | —                 |
| ТФ                                                | Дирк Новитцки     | Даллас Маверикс         | 7                 | —                 |
| РЗ                                                | Крис Пол          | Нью-Орлеан Хорнетс      | 1                 | —                 |
| АЗ                                                | Брэндон Рой       | Портленд Трэйл Блэйзерс | 1                 | —                 |
| ТФ/Ц                                              | Амаре Стадемайр   | Финикс Санз             | 3                 | —                 |
| ТФ                                                | Дэвид Уэст        | Нью-Орлеан Хорнетс      | 1                 | —                 |
| Главный тренер: Байрон Скотт (Нью-Орлеан Хорнетс) |                   |                         |                   |                   |

- 1 Крис Бош заменил Кевина Гарнетта в стартовой пятёрке[6]
- 2 Рэй Аллен заменил травмированного Кэрона Батлера
- 3 Рашид Уоллес заменил травмированного Кевина Гарнетта
- 4 Коби Брайант играл три минуты из-за травмы мизинца[9]

### Статистика[10]
Восток
| Игрок     | FG    | 3 FG | FT  | Off Reb | Def Reb | Tot Reb | Ast | PF | ST | TO | BS | Pts |
| --------- | ----- | ---- | --- | ------- | ------- | ------- | --- | -- | -- | -- | -- | --- |
| Кидд      | 1–2   | 0–1  | 0–0 | 0       | 4       | 4       | 10  | 0  | 4  | 1  | 0  | 2   |
| Уэйд      | 7–12  | 0–1  | 0–2 | 1       | 3       | 4       | 3   | 1  | 0  | 2  | 1  | 14  |
| Бош       | 7–15  | 0–0  | 0–2 | 2       | 5       | 7       | 1   | 1  | 0  | 1  | 0  | 14  |
| Джеймс    | 12–22 | 2–7  | 1–1 | 1       | 7       | 8       | 9   | 3  | 2  | 4  | 2  | 27  |
| Ховард    | 7–7   | 0–0  | 2–3 | 5       | 4       | 9       | 3   | 4  | 3  | 1  | 1  | 16  |
| Аллен     | 10–14 | 5–9  | 3–5 | 0       | 2       | 2       | 1   | 0  | 2  | 0  | 0  | 28  |
| Биллапс   | 3–10  | 0–6  | 0–2 | 2       | 5       | 7       | 1   | 1  | 0  | 1  | 0  | 14  |
| Хэмилтон  | 4–9   | 1–1  | 0–0 | 0       | 0       | 0       | 2   | 0  | 0  | 0  | 0  | 9   |
| Уоллес    | 1–5   | 1–5  | 0–0 | 2       | 3       | 5       | 0   | 2  | 1  | 1  | 2  | 3   |
| Джонсон   | 1–2   | 1–1  | 0–0 | 0       | 0       | 0       | 2   | 1  | 1  | 1  | 0  | 3   |
| Пирс      | 5–9   | 0–3  | 0–0 | 0       | 4       | 4       | 2   | 0  | 0  | 2  | 0  | 10  |
| Джеймисон | 1–3   | 0–2  | 0–0 | 0       | 1       | 1       | 0   | 0  | 0  | 2  | 1  | 2   |

Запад
| Игрок     | FG   | 3 FG | FT  | Off Reb | Def Reb | Tot Reb | Ast | PF | ST | TO | BS | Pts |
| --------- | ---- | ---- | --- | ------- | ------- | ------- | --- | -- | -- | -- | -- | --- |
| Айверсон  | 3–7  | 0–0  | 1–2 | 1       | 1       | 2       | 6   | 0  | 4  | 6  | 1  | 7   |
| Брайант   | 0–0  | 0–0  | 0–0 | 0       | 1       | 1       | 0   | 0  | 0  | 0  | 0  | 0   |
| Данкан    | 2–7  | 0–1  | 0–0 | 4       | 5       | 9       | 1   | 1  | 1  | 4  | 1  | 4   |
| Энтони    | 8–17 | 0–0  | 2–3 | 5       | 2       | 7       | 1   | 0  | 0  | 2  | 0  | 18  |
| Мин       | 2–5  | 0–2  | 2–2 | 1       | 4       | 5       | 1   | 0  | 0  | 1  | 0  | 6   |
| Рой       | 8–10 | 2–3  | 0–0 | 1       | 8       | 9       | 5   | 2  | 1  | 0  | 1  | 18  |
| Пол       | 7–14 | 2–6  | 0–0 | 2       | 1       | 3       | 14  | 5  | 4  | 2  | 0  | 16  |
| Новитцки  | 5–14 | 1–4  | 2–2 | 1       | 3       | 4       | 2   | 0  | 0  | 2  | 0  | 13  |
| Стадемайр | 8–11 | 1–2  | 1–3 | 0       | 5       | 5       | 0   | 2  | 1  | 1  | 1  | 18  |
| Нэш       | 4–8  | 0–1  | 0–0 | 0       | 0       | 0       | 6   | 3  | 0  | 1  | 1  | 8   |
| Бузер     | 7–15 | 0–0  | 0–2 | 4       | 6       | 10      | 0   | 0  | 0  | 1  | 0  | 14  |
| Уэст      | 3–6  | 0–0  | 0–0 | 2       | 2       | 4       | 1   | 1  | 0  | 1  | 0  | 6   |

FG:Броски с игры. 3FG: Трёхочковые броски. FT: Штрафные броски. Off Reb: Подборы в нападении. Def Reb: Подборы в защите. Tot Reb: Подборы всего. Ast: Передачи. PF: Персональные замечания. ST: Перехваты. TO: Потери. BS: Блок-шоты. Pts: Очки

## Звёздный уикенд

### Матч новичков НБАT-Mobile
Второгодки победили Новичков 136:109. Во время первой половины игры Дэниел Гибсон побил рекорд Кайла Корвера, забросив 7 трёхочковых. Он установил рекорд и всей игры, сделав 11 точных бросков из-за дуги. Гибсона, набравшего 33 очка, 4 подбора, 2 передачи и 2 перехвата, назвали MVP матча.
|  |  |  |

| Поз. | Игрок            | Команда                 |
| ---- | ---------------- | ----------------------- |
| ТФ   | Ламаркус Олдридж | Портленд Трэйл Блэйзерс |
| ТФ   | Андреа Барньяни  | Торонто Рэпторс         |
| АЗ   | Ронни Брюер      | Юта Джаз                |
| АЗ   | Джордан Фармар   | Лос-Анджелес Лейкерс    |
| ЛФ   | Руди Гэй         | Мемфис Гриззлис         |
| РЗ   | Дэниел Гибсон    | Кливленд Кавальерс      |
| ТФ   | Пол Миллсэп      | Юта Джаз                |
| РЗ   | Рэджон Рондо     | Бостон Селтикс          |
| АЗ   | Брэндон Рой      | Портленд Трэйл Блэйзерс |

### Соревнование по броскам сверхуSprite
Слэмданк контест 2008 года стал уникален тем, что в нём впервые было введено голосование болельщиков. Опрос был доступен на NBA.com и с помощью SMS в течение пяти минут после окончания конкурса. Дуайт Ховард стал победителем конкурса, набрав 78% голосов.
| Поз. | Игрок         | Команда               | Рост | Вес |
| ---- | ------------- | --------------------- | ---- | --- |
| ЛФ   | Руди Гэй      | Мемфис Гриззлис       | 203  | 100 |
| АЗ   | Джеральд Грин | Миннесота Тимбервулвз | 207  | 91  |
| Ц    | Дуайт Ховард  | Орландо Мэджик        | 211  | 120 |
| ЛФ   | Джамарио Мун  | Торонто Рэпторс       | 203  | 93  |

### Соревнование по трёхочковым броскамFoot Locker
Джейсон Капоно стал победителем соревнование по трёхочковым броскам второй год подряд, а также повторил рекорд Крейга Ходжеса, набравшего 25 очков в финале конкурса Матча звёзд 1986 года.
| Поз. | Игрок           | Команда            | Попаданий | Попыток | %    |
| ---- | --------------- | ------------------ | --------- | ------- | ---- |
| РЗ   | Дэниел Гибсон   | Кливленд Кавальерс | 104       | 222     | 46,8 |
| АЗ   | Ричард Хэмилтон | Детройт Пистонс    | 43        | 92      | 46,7 |
| ЛФ   | Джейсон Капоно  | Торонто Рэпторс    | 50        | 98      | 51,0 |
| РЗ   | Стив Нэш        | Финикс Санз        | 101       | 216     | 46,8 |
| ТФ   | Дирк Новитцки 1 | Даллас Маверикс    | 41        | 139     | .295 |
| ЛФ   | Пея Стоякович   | Нью-Орлеан Хорнетс | 122       | 264     | .462 |

↑  Коби Брайант мог стать первым игроком, который бы выиграл соревнования по броскам сверху и трёхочковым броскам, но из-за травмы был заменён Дирком Новицки.

### Соревнование по баскетбольным умениямPlayStation
В данном конкурсе игроки соревнуются в умении владения мячом: броски чередуются с точными пасами и оббеганиями официального лого НБА в человеческий рост с соблюдением официальных правил ведения мяча. Претендент прошедший с лучшим временем становиться победителем.
Победителем стал Дерон Уильямс, показавший в первом раунде время 31,2 сек., а во втором установил рекорд – 25,5 сек. Впервые с 2005 года Дуэйн Уэйд не выиграл это соревнование.
| Поз. | Игрок         | Команда            | 1-й раунд, сек. | 2-й раунд, сек. |
| ---- | ------------- | ------------------ | --------------- | --------------- |
| РЗ   | Джейсон Кидд  | Нью-Джерси Нетс    | 39,7            |                 |
| РЗ   | Крис Пол      | Нью-Орлеан Хорнетс | 29,9            | 31,2            |
| АЗ   | Дуэйн Уэйд    | Майами Хит         | 53,9            |                 |
| РЗ   | Дерон Уильямс | Юта Джаз           | 31,2            | 25,5            |

### Звёздный конкурс бросковHaier
В конкурсе участвуют четыре команды, каждая из которых представляет город, в котором есть как клуб НБА, так и женской НБА. Каждая команда состоит из трёх участников: действующего игрока НБА, игрока женской НБА и бывшего игрока НБА. Команды за две минуты должны поразить кольцо из шести точек (последняя с центра поля). Команда совершившая 6 бросков с лучшим временем побеждает.
Победу одержала команда Сан-Антонио.
| Чикаго            | Чикаго                              | Чикаго |
| ----------------- | ----------------------------------- | ------ |
| Крис Дюхон        | Чикаго Буллз                        |        |
| Кэндис Дюпри      | Чикаго Скай                         |        |
| Би Джей Армстронг | Чикаго Буллз (1989-1995, 1999-2000) |        |
| Детройт           |                                     |        |
| Чонси Биллапс     | Детройт Пистонс                     |        |
| Свин Кэш          | Детройт Шок                         |        |
| Билл Лэймбир      | Детройт Пистонс (1982-1994)         |        |
| Финикс            |                                     |        |
| Амаре Стадемайр   | Финикс Санз                         |        |
| Кэппи Пондекстер  | Финикс Меркури                      |        |
| Эдди Джонсон      | Финикс Санз (1987-1990)             |        |
| Сан-Антонио       |                                     |        |
| Тим Данкан        | Сан-Антонио Спёрс                   |        |
| Бекки Хэммон      | Сан-Антонио Силвер Старз            |        |
| Дэвид Робинсон    | Сан-Антонио Спёрс (1989-2003)       |        |

## Звёздный уикенд Лиги развития НБА

### Матч всех звёзд Д-Лиги
Двадцать лучших игроков Лиги развития НБА были выбраны для участия в Матч всех звёзд Д-Лиги, с помощью голосования болельщиков на официальном веб-сайте Д-лиги и 14 главных тренеров команд Д-лиги. Выбранные игроки были разделены на две команды — Красную и Синюю. Игроки, которые были отобраны тренерами и болельщиками, должны быть в активном списке команды Д-лиги. Главным тренером Синей команд был выбран Дэн Панаджио, а Красной – Брайан Гейтс были отобраны как тренер для Синей Команды и Красной Команды соответственно. Этот выбор был обусловлен тем, что на 31 января 2008 года их команды лидировали в чемпионате по соотношению побед к поражениям.
| Поз.                                               | Игрок             | Команда                   |
| -------------------------------------------------- | ----------------- | ------------------------- |
| З                                                  | Моррис Алмонд     | Юта Флэш                  |
| Ф                                                  | Шон Бэнкс         | Лос-Анджелес Ди-Фендерс   |
| З                                                  | Андре БарреттREP  | Бейкерсфилд Джэм          |
| Ф                                                  | Род Бенсон        | Дакота Уизардс            |
| Ц                                                  | Кирилл Фесенко    | Юта Флэш                  |
| З                                                  | Кит Лэнгфорд      | Остин Торос               |
| Ф                                                  | Ян Маинми         | Остин Торос               |
| Ц                                                  | Джелани МакКой    | Лос-Анджелес Ди-Фендерс   |
| Ф                                                  | Карлос Пауэлл     | Дакота Уизардс            |
| Ф                                                  | Джереми Ричардсон | Форт-Уэйн Мэд Энтс        |
| З                                                  | Си Джей УотсонDNP | Рио-Гранде Вэллей Вайперс |
| Гл. тренер: Дэн Панаджио (Лос-Анджелес Ди-Фендерс) |                   |                           |

| Поз.                                      | Игрок            | Команда              |
| ----------------------------------------- | ---------------- | -------------------- |
| Ц                                         | Лэнс Оллред      | Айдахо Стэмпид       |
| Ф                                         | Элтон Браун      | Колорадо Фотинерс    |
| Ф                                         | Каниел Дикенс    | Колорадо Фотинерс    |
| Ф                                         | Ник Фазекас      | Талса Сиксти Сиксерс |
| З                                         | Эдди Гилл        | Колорадо Фотинерс    |
| З                                         | Рэнди Ливингстон | Айдахо Стэмпид       |
| З                                         | Дуэйн Митчелл    | Айова Энерджи        |
| Ф                                         | Касиб Пауэлл     | Су-Фолс Скайфорс     |
| З                                         | Билли Томас      | Колорадо Фотинерс    |
| Ф                                         | Кори Виолетт     | Айдахо Стэмпид       |
| Гл. тренер: Брайан Гейтс (Айдахо Стэмпид) |                  |                      |

↑  Не участвовал из-за вызова в Голден Стэйт Уорриорз

↑  Вызван взамен Си Джея Уотсона
| 16 февраля, 2008 года 3:00 p.m. (UTC−7) |                             | Синяя команда | 117:99                | Красная команда | Конференц-центр Эрнеста Н. Мориэла, Нью-Орлеан, Луизиана Судьи: - #74 Кёртис Блэйр - #15 Эрик Дэйлен - #58 Джош Тайвен | NBA TV |
| 16 февраля, 2008 года 3:00 p.m. (UTC−7) | 24:30, 29:13, 33:24, 31:32  |               |                       |                 | Конференц-центр Эрнеста Н. Мориэла, Нью-Орлеан, Луизиана Судьи: - #74 Кёртис Блэйр - #15 Эрик Дэйлен - #58 Джош Тайвен | NBA TV |
| 16 февраля, 2008 года 3:00 p.m. (UTC−7) | Ричардсон 22                | Очки          | Браун 20              |                 | Конференц-центр Эрнеста Н. Мориэла, Нью-Орлеан, Луизиана Судьи: - #74 Кёртис Блэйр - #15 Эрик Дэйлен - #58 Джош Тайвен | NBA TV |
| 16 февраля, 2008 года 3:00 p.m. (UTC−7) | Бенсон, Маинми, МакКой по 9 | Подборы       | Браун, Виолетт по 10  |                 | Конференц-центр Эрнеста Н. Мориэла, Нью-Орлеан, Луизиана Судьи: - #74 Кёртис Блэйр - #15 Эрик Дэйлен - #58 Джош Тайвен | NBA TV |
| 16 февраля, 2008 года 3:00 p.m. (UTC−7) | Барретт 7                   | Передачи      | Гилл, Ливингстон по 7 |                 | Конференц-центр Эрнеста Н. Мориэла, Нью-Орлеан, Луизиана Судьи: - #74 Кёртис Блэйр - #15 Эрик Дэйлен - #58 Джош Тайвен | NBA TV |

### Пятница Лиги Развития НБА

#### H.O.R.S.E.
Цель конкурса набрать как можно меньше букв из слова H-O-R-S-E. Игроку добавляется по букве за каждый промах после попытки повторить бросок оппонента. Каждому игроку отводится 24 секунды на повторный бросок (броски сверху запрещены). Игрок который не смог повторить бросок оппонента 5 раз выбывает из состязания. Судьи определяют точность исполнения повторных бросков.
| Поз. | Игрок             | Команда            |
| ---- | ----------------- | ------------------ |
| Ц    | Лэнс Оллред       | Айдахо Стэмпид     |
| АЗ   | Моррис Алмонд     | Юта Флэш           |
| ЛФ   | Касиб Пауэлл      | Су-Фолс Скайфорс   |
| ЛФ   | Джереми Ричардсон | Форт-Уэйн Мэд Энтс |

#### Горячий бросок
Цель конкурса – набрать как можно больше очков с помощью болельщика за 1 минуту. Болельщика победившей команды, в качестве приза, участвовал судьёй в соревнованиях по слэмданкам.
| Поз. | Игрок            | Команда           |
| ---- | ---------------- | ----------------- |
| РЗ   | Андре Барретт    | Бейкерсфилд Джэм  |
| РЗ   | Рэнди Ливингстон | Айдахо Стэмпид    |
| ЛФ   | Карлос Пауэлл    | Дакота Уизардс    |
| АЗ   | Билли Томас      | Колорадо Фотинерс |

#### Соревнование по трёхочковым броскам
| Поз. | Игрок           | Команда                | Попаданий | Попыток | %    |
| ---- | --------------- | ---------------------- | --------- | ------- | ---- |
| ЛФ   | Джош Гросс      | Альбукерке Тандербёрдс | 25        | 64      | 39,1 |
| ЛФ   | Каниел Дикенс   | Колорадо Фотинерс      | 88        | 202     | 43,6 |
| ЛФ   | Адам Харрингтон | Талса Сиксти Сикстерс  | 49        | 100     | 49,0 |
| РЗ   | Кит Лэнгфорд    | Остин Торос            | 43        | 101     | 42,6 |

#### Соревнование по броскам сверху
| Поз. | Игрок        | Команда            | Рост | Вес |
| ---- | ------------ | ------------------ | ---- | --- |
| ЛФ   | Брент Петуэй | Айдахо Стэмпид     | 207  | 95  |
| ЛФ   | Эрик Смит    | Форт-Уэйн Мэд Энтс | 207  | 100 |
| АЗ   | Майк Тэйлор  | Айдахо Стэмпид     | 189  | 75  |
| ЛФ   | Дуг Томас    | Айова Энерджи      | 210  | 107 |

## Расписание событий Матча всех звёзд
- 15-17 февраля: Джем-сейшн NBA (Конференц-центр Эрнеста Н. Мориэла)
- Пятница 15 февраля: Матч знаменитостей
- Пятница 15 февраля: Матч новичков
- Суббота 16 февраля: 2-й ежегодный матч всех звезд Д-Лиги
- Суббота 16 февраля: Суббота всех звёзд (Слэмданк контест, соревнование по трёхочковым броскам, звёздный конкурс бросков, соревнование по баскетбольным умениям)
- Воскресенье 17 февраля: 57-й ежегодный матч всех звёзд НБА

## Музыкальные выступления
- Пятница 15 февраля: Перед Матчем новичков Аманда Шоу исполнила гимны США и Канады. В перерыве матча Джордин Спаркс спела песню "Tatto".
- Суббота 16 февраля: Перед Субботним вечером всех звёзд Марк Бруссард вместе с «Dirty Dozen Brass Band» выступили во время представления игроков. Трубач Кристиан Скотт исполнил американский государственный гимн, а Ламонт Хиберт – канадский. Так же Доктор Джон исполнил легендарную песню «What a Wonderful World».
- Воскресенье 17 февраля: Музыкальным руководителем представления составов команд звёзд был Брэнфорд Марсалис в сопровождении Духового оркестра Возрождения. Трубач Кермит Раффинс и Trombone Shorty выступили на представлении составов. Американский гимн исполнила Стефани Джордан вместе с гитаристом Джонатаном Дубозом. Дебора Кокс исполнила канадский гимн. Музыкальным руководителем в перыреве Матча всех звёзд был Гарри Конник-младший. В перерыве состоялось шоу исполненное четырьмя парами пианистов, среди которых были Доктор Джон, Аллен Туссэйнт, Дэвелл Кроуфорд, Арт Невилл, Айван Невилл, Джонатан Батист, Эллис Марсалис-младший, Гарри Конник-младший и его биг-бенд[16].

## Трансляция матча

### НБА наTNT
TNT also televised the Sprite Slam Dunk Contest, PlayStation Skills Challenge, Footlocker Three-Point Shootout and the Haier Shooting Stars Competition.
Пятый год подряд в США матч транслировал Turner Broadcasting Network. Игру комментировали Марв Альберт, Реджи Миллер и Дуглас Коллинз. TNT также показывал субботние конкурсы.

### ESPN
15 февраля ESPN одновременно транслировал Матч знаменитостей McDonald's по радио и телевидению на ESPN360.com, ESPN Mobile и ESPN Radio. Хотя Матч всех звёзд не был показан на ESPN, игра транслировалась по радио ESPN.

### NBA TV
11 февраля NBA TV показал 10 лучших моментов Матчей всех звёзд. На канале так же были показаны трансляции из раздевалок звёзд Востока и Запада, звёзд Д-лиги и предыгровые и послеигровые комментарии участников звёздного уикэнда.

### Международная
НБА значительно увеличила международное вещание Матча всех звёзд, матч показывали 123 телекомпании в 215 странах Мира больше чем на 40 языках. ТВ NBA покрыло Состоящие из звезд выходные к другим рекордным 80 страны. Большинство иностранных главных спортивных телесетей транслировало Матч всех звёзд в живую.